# Bacchus Marsh

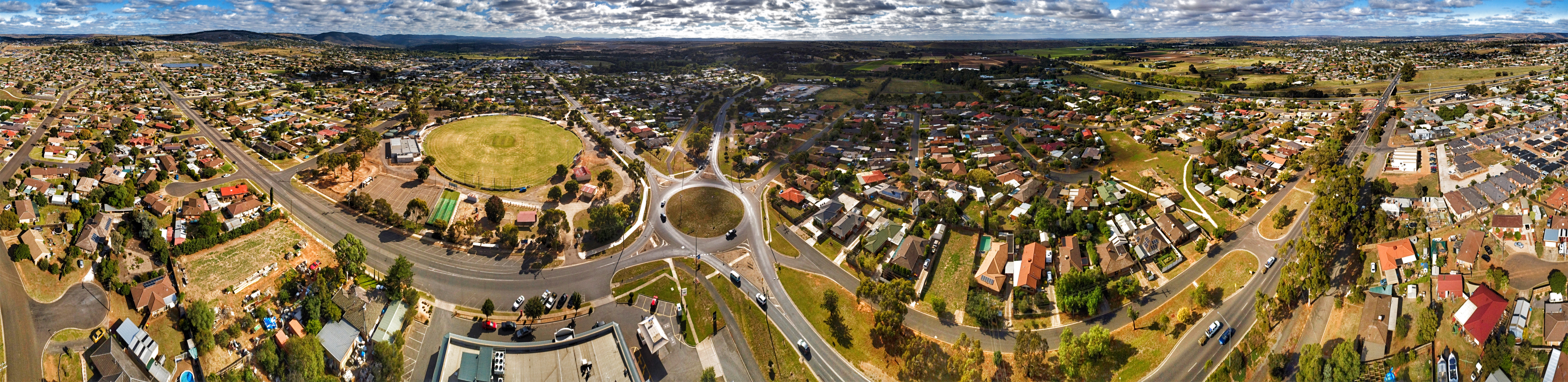
Panorama z drona miasta Bacchus Marsh

Bacchus Marsh – miasto w Australii, w stanie Wiktoria.